# Frank Van Acker

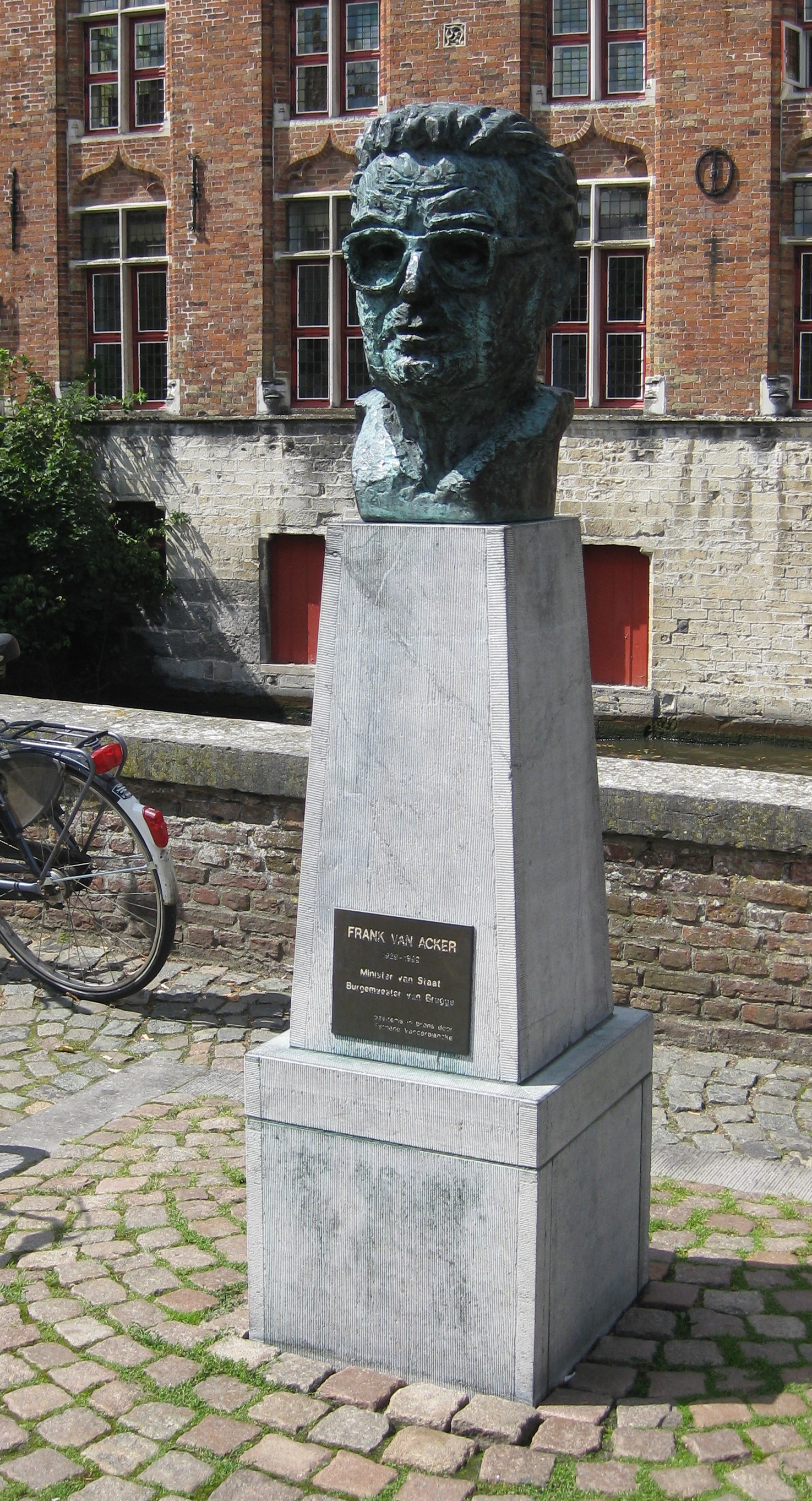
Denkmal für Frank Van Acker in Brügge (2011)

Frank Marie Grégoire Van Acker (* 10. Januar 1929 in Brügge, Westflandern, Belgien; † 22. April 1992) war ein belgischer Politiker.

## Biografie

### Abgeordneter, Senator und Minister
Van Acker, Sohn des späteren dreimaligen Premierministers Achille Van Acker, studierte nach dem Schulbesuch Rechtswissenschaft und nahm nach seiner Promotion zum Doktor der Rechtswissenschaften 1951 eine Tätigkeit als Rechtsanwalt in Brügge auf, die er mit Unterbrechungen bis 1984 ausübte.
1954 begann er daneben seine politische Laufbahn mit der Ernennung zum Föderalen Sekretär der Belgischen Sozialistischen Partei (BSP) in Brügge. Anschließend war er zwischen 1957 und 1958 Berater der von seinem Vater geführten Regierung. 1959 erfolgte seine Wahl zum Mitglied des Gemeinderates von Brügge, dem er mit einer Unterbrechung von 1965 bis 1971 bis zu seinem Tode 1992 angehörte.
1961 wurde er erstmals zum Mitglied der Abgeordnetenkammer gewählt und vertrat die Interessen der BSP zunächst bis 1965. Zu dieser Zeit war sein Vater Präsident der Abgeordnetenkammer. Nach seinem Ausscheiden aus dem Parlament war er zwischen 1965 und 1966 Berater von Vizepremierminister Antoon Spinoy sowie von 1968 bis 1969 Stellvertretender Kabinettschef von Freddy Terwagne, dem Minister für Gemeinschaftsangelegenheiten.
Danach erfolgte seine Wahl zum Mitglied des Senats, dem er bis 1974 angehörte. Während dieser Zeit war er zunächst von 1972 bis 1973 Staatssekretär für den Haushalt in der Regierung von Premierminister Gaston Eyskens. Im Januar 1973 ernannte ihn Premierminister Edmond Leburton zum Minister für soziale Vorsorge in dessen zwei bis zum April 1974 amtierenden Kabinetten.
Nach seinem Ausscheiden aus dem Senat wurde er 1974 wieder zum Mitglied der Abgeordnetenkammer gewählt und vertrat dort bis 1983 erneut die Interessen der BSP.

### Langjähriger Bürgermeister von Brügge
Nachdem die Christelijke Volkspartij (CVP) bei den Kommunalwahlen 1976 ihre absolute Mehrheit in Brügge verloren hatte, gehörte Van Acker zu den Begründern einer großen Anti-CVP-Koalition. Da es allerdings zu einem Rechtsmittelverfahren von dem Staatsrat kam, konnte er jedoch erst Mitte 1977 zum Bürgermeister Brügges durch diese Koalition aus Sozialisten, Liberalen, flämischen Nationalisten und sogenannten Christdemokraten gewählt werden. Das Amt des Bürgermeisters übte er ebenfalls bis zu seinem Tod aus.
Während seiner Amtszeit macht er sich vor allem durch die Neugestaltung der Innenstadt einen Namen, durch die die Autos (Van Acker selbst hatte keinen Führerschein) Platz machen mussten für Fahrradfahrer und Fußgänger und asphaltierte Straßen durch Kopfsteinpflaster ersetzt wurden. In der Umweltpolitik setzte er sich dafür ein, dass radioaktiver Abfall nicht durch das Stadtgebiet Brügges transportiert werden durfte. Diese Politik führte dazu, dass die Koalitionsparteien und insbesondere die BSP bei den Kommunalwahlen Stimmengewinne erzielte und nunmehr 13 Gemeinderatssitze hatte. Bei den Kommunalwahlen 1988 konnte die BSP ihre Ratssitze auf 19 erhöhen, während umgekehrt die CVP von 22 auf 15 Ratssitze fiel.
Van Acker konnte als „starker Mann“ der BSP in Brügge eigenmächtig auftreten. Als der Nationale Verband der Sozialistischen Versicherungsvereine auf Gegenseitigkeit (NVSM) aus finanziellen Erwägungen mehrere Zeitschriften durch ein nationales Magazin ersetzen wollte, lehnte er die Aufgabe der von seinem Vater gegründeten Zeitung Vlaams Weekblad ab. Während er dadurch das Erscheinen der nationalen Zeitschrift blockierte, forderte er die Unterstützung der eigenen defizitären Zeitung durch Bundesgelder. Dieselbe regionale Haltung nahm er auch als Vorsitzender der Föderation der Sozialistischen Versicherungsvereine von Brügge-Oostende gegen die Zusammenlegung mit der Sozialistischen Krankenversicherung von Westflandern ein. Seine Ablehnung einer automatisierten Verwaltung stand zugleich auch einer modernen Organisation der Krankenversicherungen im Wege, so dass diese nach seinem Tode in Schwierigkeiten kamen.
Zu Beginn der 1980er Jahre sahen viele in ihm einen möglichen Nachfolger von Karel Van Miert als Vorsitzender der BSP, allerdings entschied er sich für die Fortführung seines Amtes als Bürgermeister. Allerdings übte er während dieser Zeit als „Graue Eminenz“ durchaus Einfluss auf die Sozialistische Partei aus. So war er 1980 auch Vorsitzender einer Kommission zur Reformen der sozialen Sicherheit, wobei sein sogenannter „Plan Van Acker“ nach dem Wahlverlust der BSP 1981 jedoch nicht mehr umgesetzt wurde.
Für seine politischen Verdienste wurde er am 5. Juni 1985 mit dem Ehrentitel eines Staatsministers gewürdigt.
Nach seinem unerwarteten Tod wurde die Frank-Van Acker-Stiftung nach ihm benannt.